# St. Nikolaus (Natzungen)

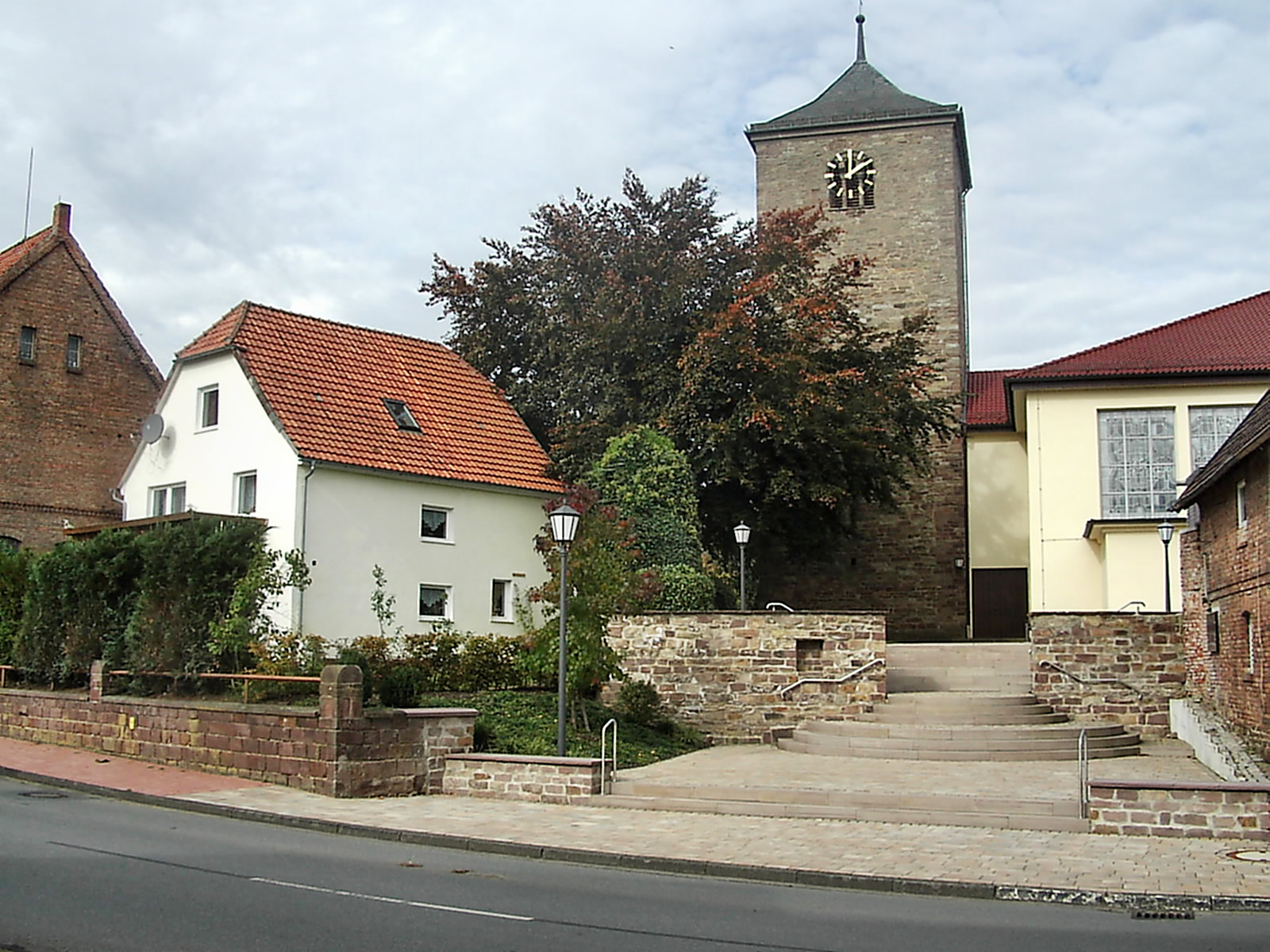
St.-Nikolaus-Kirche Natzungen, Südansicht

Die römisch-katholische Pfarrkirche St. Nikolaus ist ein denkmalgeschütztes Kirchengebäude in Natzungen, einem Stadtteil von Borgentreich im Kreis Höxter, Nordrhein-Westfalen.

## Geschichte und Architektur
Erstmals urkundlich belegt wurde die Pfarre 1231. Der romanische Westturm ist untersetzt. Das Schiff wurde 1806 als flachgedeckter klassizistischer Saalbau errichtet. Die Wände sind mit großen gotisierenden Maßwerkfenstern unterteilt. Das Gebäude wurde 1933 nach Osten erweitert und eingewölbt.
Das Kirchenschiff wurde von 1969 bis 1971 durch einen Neubau ersetzt.

## Ausstattung
- Der  Hochaltar wurde nach einer Bezeichnung 1692 angefertigt und 1807 aus der Abdinghofkirche in Paderborn transloziert. Aus diesem Anlass baute Philipp Georg Brüll ihn um und fasste ihn neu. Die flankierenden Figuren sind Arbeiten von Heinrich Gröne.  Bei den Heiligen handelt es sich um Petrus, Paulus, Felix und Pantaleon. Im Aufbau befinden sich Figuren des Stephan, des Blasius und der Maria. Das Altarblatt mit der Anbetung der Könige schuf Johann Georg Rudolphi. Es ist mit 1692 bezeichnet und signiert, als Vorlage diente ein Gemälde gleichen Namens von Rubens.
- Im südlichen Seitenaltar ist eine Kreuzigungsgruppe aus Holz vom Anfang des 18. Jahrhunderts zu sehen.
- Kruzifix vom Anfang des 17. Jahrhunderts[2]